# Madrona (Farrera)
La Madrona és una muntanya de 1.835 metres que es troba al municipi de Farrera, a la comarca del Pallars Sobirà.